# Гать (Волынская область)
Гать (укр. Гать) — село в Торчинской поселковой общине Луцкого района Волынской области Украины.
Код КОАТУУ — 0722881503. Население по переписи 2001 года составляет 275 человек. Почтовый индекс — 45645. Телефонный код — 332. Занимает площадь 1,527 км².